# Stupid Girl (Garbage)
Stupid Girl is een nummer van de Amerikaanse band Garbage uit 1996. Het is de derde single van hun titelloze debuutalbum.
Het nummer beschrijft de ambivalentie van een jonge vrouw. De baslijn en de drums in het nummer zijn gesampled uit Train in Vain van The Clash. Drummer Butch Vig zei dat dit nummer, samen met Push It, zijn favoriete nummer was om live te spelen. "Stupid Girl" kende het meeste succes in het Verenigd Koninkrijk, waar het de 4e positie pakte. In Nederland bereikte het nummer de 10e positie in de Tipparade.